# Группа армий «Верхний Рейн»
Командование «Верхний Рейн» (нем. Oberkommando Oberrhein) — создано 26 ноября 1944 года, для обороны Южной Германии.

## История
Предполагалось создание группы армий «Верхний Рейн», однако реально командованию «Верхний Рейн» были подчинены только 19-я армия и 14-й корпус СС.
19-я армия в январе 1945 года попала в Кольмарский котёл, а 14-й корпус СС только формировался, в боевых действиях не участвовал, в конце января 1945 штаб корпуса был передан для формирования 10-го корпуса СС.
24 января 1945 года штаб командования «Верхний Рейн» был передан для формирования группы армий «Висла».

## Командующий
- Рейхсфюрер СС Генрих Гиммлер, 26 ноября 1944 — 24 января 1945